# Denver (Indiana)
Denver – miasto w Stanach Zjednoczonych, w stanie Indiana, w hrabstwie Miami.